# Zack Mozes (Autor)
Zack Mozes, nacido el 5 de febrero de 1985, es un autor y profesional de TI estadounidense, que reside en Los Ángeles.

## Primeros años y carrera
Tras graduarse de la Universidad de Arizona, comenzó a trabajar en el sector financiero.Fundó Cali Marketing, una entidad que aprovechó la legalización del cannabis en el estado mediante la digitalización para transformar la industria de la marihuana.
Mozes es el fundador y director ejecutivo de NewDeez.

### Publicaciones
- Los 10 factores más importantes para posicionar tu sitio web[10]
- Tiempos buenos, lecciones difíciles: Una historia con moraleja sobre riquezas y ruina [11]
- Los 10 factores más importantes para construir un negocio online [12]